# Флора Керімова
Флора Керімова (азерб. Flora Kərimova; нар.. 23 липня 1941, Баку, Азербайджанська РСР, СРСР) — азербайджанська естрадна співачка, Народна артистка Азербайджану (1992).

## Життя і творчість
Народилася Флора Керімова 23 липня 1941 року в Баку. У 1965 році вступила до медичного інституту імені Нарімана Наріманова за спеціальністю «лікувальна справа», де навчалася до 1971 року. З 1972 рік по 1977 рік навчалася в Азербайджанській державній консерваторії по класу вокалу. Робочий діапазон голосу співачки становить чотири октави. На початку 1960-х років Флора Керімова розпочала свою естрадну діяльність в Азербайджані.
Вперше вона виступила в жовтні 1960 року на сцені Азербайджанської державної філармонії. В основу її репертуару входять, головним чином, ліричні композиції, проте співачка також виконувала і продовжує виконувати ритмічні композиції. Флора Керімова співпрацювати з композитором Еміном Сабітоглу, який писав ліричні пісні спеціально для її виступів та записів. Однією з пісень написаної Сабітоглу для Флори Керімової стала композиція «Bir axşam taksidə» (Одного разу ввечері в таксі), випущена в 1971 році, що стала хітом.
До репертуару Флори Керімової також входять пісні Ельзи Ібрагімової, Раміза Мирішлі, Тофіка Кулієва, Огтая Кязімова, Шафіги Ахундової, Айгюн Самедзаде, Ельдара Мансурова, Кямала та багатьох інших композиторів. За всю свою кар'єру співачка записала і випустила понад 20 сольних альбомів. У 1992 році Флорі Керімовій було присвоєно звання Народної артистки Азербайджану. Керімова стала першою співачкою, що отримала це звання вже в незалежному Азербайджані. У 1993 році Керімова продовжує співпрацювати з композитором Ельдаром Мансуровим, випустивши успішний сингл «Əzizim» (Рідна). У 1995 році створено дует Флори Керімової та Фаїка Агаєва — «Bir daha» (Ще раз).
З середини 90-х років минулого століття співачка стала активно займатися політичною діяльністю. Будучи членом партії «Мусават», вона перебувала в опозиції до влади і потрапила в «естрадну опалу» — співачка зникла з ефіру, про неї перестали писати в пресі. Після цього періоду, що тривав до початку 2000-их років, Флора Керімова знову стала з'являтися на естраді і на телебаченні. В репертуарі Керімової почали з'являтися нові пісні як молодих, так і вже відомих композиторів Азербайджану.
Восени 2000 року у співпраці з композитором Ханим Ісмаїлгизи, Флора Керімова випускає пісню «Ruhumuz Qovuşacaq» (Є дух). У 2001 році в ефір вийшла ще одна успішна пісня Флори Керімовою «Hardasan» (Де ти?).
У 2005 році виходить успішний сингл та кліп «Darıxmışam» (Скучив).
У квітні 2016 року Флора Керімова випустила кліп на пісню «Mənim Mənim» (Моє моє). У кліпі співачки знялася її дочка Зумрюд.

## Особисте життя
Флора Керімова була одружена двічі, має дочку та сина. Перший її шлюб у 1959 році з професором Ібрагімом Топчубашовим. Він зіграв значну роль, підтримуючи Флору Карімову у здобутті музично-мистецькими навичками вищого рівня. Також Ібрагім створив протягом 1960-х років кілька пісень, присвятивши їх дружині. Слава Флори почала колосально зростати. Ібрагімов помер через рік у 1970 році. Керімова довгий час була спустошена. Перед смертю професор Ібрагімов був у відрядженні в Туреччині, де зустрів відомого турецького співака Несріна Сіпахі та запропонував йому приїхати до Баку, щоб дати концерт. Після смерті професора Ібрагімова Карімова здійснила своє бажання і організувала концерт Сіпахі в Баку в театрі Яшила. Протягом того року вона не співала на публіці.. У 1987 році вона одружилась вдруге. Чоловік — Фаїк Бей.

## Фільмографія
- 1968 — Іменем закону

## Дискографія
- Флора Керімова — Співає Флора Керімова, 1973.[9]
- Флора Керімова — Співає Флора Керімова 2, 1973.[10]
- Флора Керімова — Пісні композиторів Азербайджану, 1980.[11]
- Flora Kərimovanın Ifaları, 2016.[12]